# Porta Dojona
La porta Dojona è una delle tre porte dell'antica cinta muraria di Belluno che si sono conservate fino ai nostri tempi.

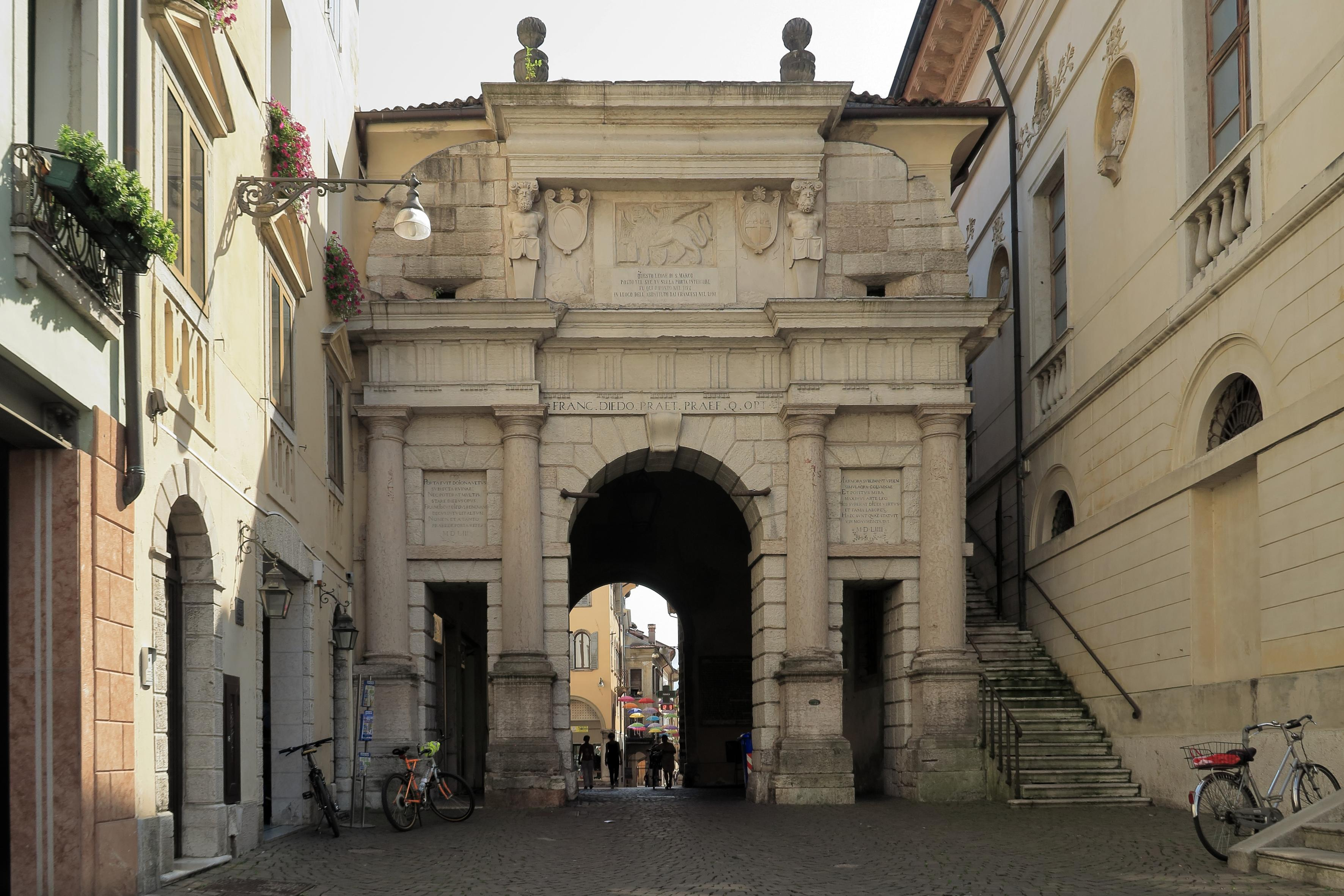
Lato nord, Porta Dojona

## Storia
Un primo arco interno della porta, che si chiamava al tempo "di Foro" o "Mercato", fu realizzato nel 1289, su disegno di Vecello da Cusighe, e fu poi restaurata più volte nel corso dei secoli. Questa parte, che guarda via Rialto, faceva parte del sistema difensivo murario della città, nei pressi del castello della Motta. 

La seconda parte della porta, cioè quella che guarda piazza Vittorio Emanuele, fu eretta nel 1553 ed è chiaramente di imposizione rinascimentale, anche se il risultato complessivo della porta diventa piuttosto pesante, soprattutto per il fatto che viene soffocata dall'adiacente Teatro Buzzati, di epoca neoclassica, dal quale è diviso da una sola scalinata. Questa parte venne costruita sul progetto di Nicolò Tagliapietra, commissionata dal rettore Francesco Diedo, il cui nome è scritto sul frontone al di sopra dell'arco. La porta fu inoltre chiamata porta Diedo, sempre in onore del rettore. 

L'edificio un tempo era aperto sopra, come consuetudine medievale, ma nel 1609 venne coperto; da quella data venne cambiato il nome della porta, che divento porta Dojona, in onore di Giorgio Doglioni, vescovo titolare di Belle e coauditore di quello di Bressanone. Soltanto nel 1730 venne interrato il fossato che correva lungo la cinta muraria, pertanto ancora oggi dagli anziani della città la porta è chiamata porta de le kadene, per la presenza del ponte levatoio.

## Struttura
Il carattere rinascimentale della porta che dà su piazza Vittorio Emanuele è riconoscibile da alcuni elementi come le colonne poste su alti piedistalli, l'architrave lavorato a triglifi e dalle due cariatidi ai lati del Leone di San Marco. L'insieme assume un tono di severità per l'alternanza di luci e ombre, comprese le aperture della porta, più larga e alta la centrale, più strette le due laterali. 

Sotto la copertura si nota subito la penombra dominante, poiché la luce proviene solo da tre oculi aperti in alto, visto che le porte lasciano filtrare ben poca luce a causa delle costruzioni intorno ad esse. Da ricordare che la porta funge inoltre da uscita di sicurezza del teatro comunale. 

La parte che dà su via Rialto rivela invece la sua primitiva origine medievale, edificata nel 1289; i battenti in legno, originali, sono ancora, secondo la tradizione, quelli rifatti dopo l’assedio imperiale del 1509 e sono ancora appesi alla porta, mentre la travatura in legno è certamente di origine più recente. Si può notare inoltre un'ulteriore differenza tra le due porte, infatti le strutture murarie sono di due epoche diverse. Quella a nord è rinascimentale, mentre quella a sud è chiaramente di origine medievale, costruita con grandi pietre marnacee squadrate, secondo i criteri difensivi dell'epoca. 

Infine si può scorgere dietro il battente della porta sinistra una porticina sempre chiusa, residuo dell'apertura che doveva condurre al camminamento del castello, fino al torrione.

## Iscrizioni e lapidi
Sulla porta sono presenti varie iscrizioni che ricordano la realizzazione dell'opera, i successivi restauri e lavori, o anche avvenimenti che riguardarono la città di Belluno.
Riguardo alla porta di piazza Vittorio Emanuele, sopra l'ingresso di sinistra si trova questa iscrizione:
mentre sull'ingresso di destra questa:
Nella zona di penombra tra le due porte, sulla parete destra, ci sono invece tre iscrizioni. Su quella di destra si trova questa scritta:
su quella centrale invece:
infine su quella di sinistra, sotto lo stemma del vescovo Giulio Berlendis:
Quest'ultima lapide si riferisce ai lavori di ammodernamento del palazzo dei Vescovi-Conti e della sede dei Giuristi, cioè dell'attuale Museo civico di Belluno, e lo spostamento di Porta Dojona. In corrispondenza delle due altri lapidi invece si possono notare due scudi nobiliari della famiglia Doglioni, con celate e pennacchi di guerra. Ancora più in alto ci sono altri tre stemmi, poco visibili a causa dell'oscurità dell'ambiente e della polvere accumulatasi, comunque si sa che uno dei tre è lo stemma del vescovo Pietro Bembo. 

La lapide più preziosa si trova però sopra l'apertura sud, ancora meno visibile a causa dell'effetto di controluce. Essa reca una grande croce a due stemmi, uno di Belluno e uno di Adalgero di Villalta a ricordo della data di fondazione della porta, scritta in numeri romani. Sulla destra di questa invece si nota la scritta, sempre in latino, che indica il costruttore della porta, mentre sulla sinistra la scritta è di difficile comprensione perché la lapide è scheggiata. Questa è sormontata da uno stemma degli Sciparioni. Infine sulla destra si trova ora una grande lapide che celebra la vittoria nella prima guerra mondiale.